# 3732-es busz
A 3732-es jelzésű autóbuszvonal Miskolc, Gesztely és Újcsanálos között húzódó regionális vonal volt, amelyet a Volánbusz Zrt. üzemeltetett.

## Útvonala
A miskolci autóbusz-állomásról indult. A 3-as főúton haladt Szikszó felé, itt egyből legágazott a Soltész Nagy Kálmán útra, majd a következő kereszteződéstől a villamosvonallal párhuzamosan, utána a Tiszai pályaudvar közelében pedig a Szinva partján kanyargott. A Sajó hídtól kezdve ismét a főúton húzódott, a 9. percben elhagyta a megyeszékhelyet. Felüljárón átment rajta az M30-as autópálya, nemsokkal később egy körforgalomban a 37-es főút irányába kanyarodott, annak 2x2 sávos gyorsforgalmi szakaszán ment, eközben a Bársonyos-patakon és a Hernád folyón is átkelt. Első települését, az összenőtt Gesztelyt és Hernádkakot a vonal 15. kilométerén érte el, azonban csak az előbbit érintette. A közeli Újcsanálos volt a vonal végállomása, a 3730-as vonaltól való eltérő számozása a miskolci eltérő útvonalából származott.
Ellentétes irányban nem volt indítása.

## Közlekedése
Egy tanévi járattal rendelkezett Miskolcról. A Volánbusz a 2024. december 15-ei menetrend módosítással megszűntette az autóbuszvonalat, helyette Újcsanálosig egy 3730-as járatot állított be azonos időpontban közlekedve, a városi szakaszon hasonlóan a 3730-asokhoz.
Utolsó menetén az AA JB-573 rendszámú Credo Econell 12 autóbusz közlekedett.
| Viszonylat                                | Indításszám | Közlekedési rend |
| ----------------------------------------- | ----------- | ---------------- |
| Miskolc, aut. áll. ➝ Újcsanálos, aut. vt. | 1 oda       | tanítási napokon |

## Megállóhelyei
| 0  | Miskolc, autóbusz-állomás végállomás      | 0.0 km  | 1, 1G, 3, 3A, 4, 7, 11, 12G, 20, 20A, 24, 28, 32, 34G, 35, 43, 44, 45, 101B, 900, 914, 935 1050, 1053, 1369, 1370, 1372, 1373, 1374, 1375, 1376, 1377, 1380, 1381, 1383, 1384, 1410, 1411 3700, 3701, 3702, 3703, 3704, 3705, 3706, 3707, 3708, 3709, 3710, 3711, 3712, 3714, 3715, 3716, 3717, 3718, 3719, 3720, 3721, 3722, 3723, 3724, 3726, 3727, 3728, 3729, 3730, 3731, 3733, 3734, 3735, 3736, 3737, 3738, 3739, 3740, 3741, 3742, 3743, 3744, 3745, 3746, 3747, 3748, 3749, 3750, 3751, 3752, 3753, 3754, 3755, 3757, 3760, 3761, 3764, 3765, 3766, 3767, 3770, 3772, 3773, 3774, 3775, 3776, 3777, 4019 |
| 1  | Miskolc, Soltész Nagy Kálmán utca         | 0.7 km  | 1, 1G, 1VP, 3, 4, 7, 12G, 20, 32, 34, 35, 101B, 900, 935 3706, 3724, 3726, 3738, 3752 1, 1A, 2 |
| 2  | Miskolc, Selyemrét                        | 1.3 km  | 1, 1G, 1VP, 3, 7, 12G, 14G, 20, 21, 21G, 30, 31, 32, 34G, 35, 35G, 900, 901, 935, Auchan 1 3706, 3724, 3726, 3738, 3752 1, 1A, 2 |
| 3  | Miskolc, Szinva utca (híd)                | 1.9 km  | 1, 1G, 1VP, 3, 3A, 8, 12G, 21, 30, 31, 101B, 900, 901, 935 1383 3706, 3724, 3726, 3738, 3752, 3753, 3755, 3764 IC, expresszvonat, InterRégió, sebesvonat, személyvonat – Miskolc-Tiszai (80, 90, 92, 94) 1, 1A, 2 |
| 4  | Miskolc, Szinva utca (Volánbusz)          | 2.3 km  | 1, 8, 21 3706, 3726 |
| 5  | Miskolc, Metro áruház                     | 4.1 km  | 7 3706, 3710, 3712, 3715, 3716, 3717, 3718, 3719, 3720, 3721, 3722, 3723, 3724, 3726, 3727, 3728, 3729, 3730, 3731, 3733, 3734, 3735, 3736, 3737 |
| 6  | Miskolc, Auchan áruház                    | 4.6 km  | 7, Auchan 1 3706, 3710, 3712, 3715, 3716, 3717, 3718, 3719, 3720, 3721, 3722, 3723, 3724, 3726, 3727, 3728, 3729, 3730, 3731, 3733, 3734, 3735, 3736, 3737 |
| 7  | Felsőzsolca, bejárati út                  | 6.8 km  | 3724, 3726, 3727, 3729, 3730, 3731 |
| 8  | Felsőzsolca, gyümölcsös                   | 8.1 km  | 3726, 3727, 3730, 3731 |
| 9  | Csavaripari elágazás                      | 11.2 km | 3726, 3727, 3729, 3730, 3731 |
| 10 | Keleti Csúcsvízmű                         | 12.5 km | 3726, 3727, 3729, 3730, 3731 |
| 11 | Gesztely, Attila utca                     | 15.6 km | 3726, 3727, 3729, 3730, 3731 |
| 12 | Gesztely, Petőfi utca 12.                 | 16.4 km | 3726, 3727, 3730, 3731 |
| 13 | Gesztely, Rákóczi utca 16.                | 17.3 km | 3726, 3727, 3730, 3731 |
| 14 | Újcsanálosi elágazás                      | 21.2 km | 3730 |
| 15 | Újcsanálos, Sóstói tanya                  | 22.0 km | 3730 |
| 16 | Újcsanálos, autóbusz-váróterem végállomás | 23.4 km | 3730 |